# Kwanzaa
Kwanzaa je týden trvající svátek ve Spojených státech amerických, oslavující africkou kulturu a připomínající její odkazy. Typické pro tento svátek je zapalování svíček na svícnu zvaném kinara. Svátek je slaven v období 26. prosince až 1. ledna primárně lidmi s africkými kořeny v USA (případně i v jiných částech světa). Lidé dekorují své domy třemi barvami: červenou, černou a zelenou.
Svátek Kwanzaa sestává ze sedmi dní oslav, především zapalováním svíček a libací (úlitbou, rituální odlévání tekutiny ve smyslu obětování ji bohu), které vyvrcholí ve slavnostní hostinu a předávání dárků. Svátek tradičně oslavuje jednotu, sebeurčení, kolektivní práci, odpovědnost, družstevní ekonomiku, účel, kreativitu a víru. Byl vytvořen Ronem Karengou a poprvé byl slaven od 26. prosince 1966 do 1. ledna 1967.